# Nectandra obtusata
Nectandra obtusata là một loài thực vật thuộc họ Lauraceae. Loài này có ở Colombia và Ecuador.